# Kleinbodungen
Kleinbodungen é uma localidade e antigo município da Alemanha localizado no distrito de Nordhausen, estado da Turíngia. Desde janeiro de 2019, forma parte do município de Bleicherode.
A Erfüllende Gemeinde (português: municipalidade representante ou executante) do município de Kleinbodungen é a cidade de Bleicherode.